# صدام حسین (بازیکن فوتبال)
صدام حسین (اردو: صدام حسين؛ زادهٔ ۱۰ آوریل ۱۹۹۳) بازیکن فوتبال اهل پاکستان است.
از باشگاه‌هایی که در آن بازی کرده است می‌توان به باشگاه فوتبال دوردوی بیشکک اشاره کرد.
وی همچنین در تیم‌های ملی فوتبال زیر ۲۳ سال پاکستان و پاکستان بازی کرده است.